# Luka (pel·lícula)
Luka és una pel·lícula dramàtica de 2023 dirigida per Jessica Woodworth. Està basada en la novel·la El desert dels tàrtars de Dino Buzzati, que es va adaptar en pel·lícula per primera vegada l'any 1976. El general del llibre va ser substituït per una general femenina, interpretada per la britànica Geraldine Chaplin. L'holandès Jonas Smulders s'ocupa del paper principal. El film es va estrenar al Festival Internacional de Cinema de Rotterdam el gener de 2023. S'ha doblat i subtitulat al català, a més de disposar d'una versió en audiodescripció.